# APUD
 (mars 2025).
 (mars 2025).
APUD (ou amine precursor uptake and decarboxylation) est un sigle inventé par Anthony Guy Everson Pearse (1916-2003), pathologiste anglais.
On le trouve encore dans certains livres de Pathologie, bien que certains des principes sur lequel il repose soient désormais considérés comme erronés.
Aujourd'hui, il est connu que toutes les cellules endocrines actives n'absorbent pas l'amine, et donc, le nom « système neuroendocrinien diffus » (SNED) est préférable.
Ce système APUD était considéré comme un système endocrinien diffus de l'organisme (SNED) ayant des cellules capables de capter et de stocker les amines et leurs précurseurs dans le but de sécréter des hormones polypeptidiques. Les cellules argentaffines, les cellules neuroendocrines et les cellules D du pancréas endocrine (principalement chez les primates) sont des exemples de cellules appartenant à ce système.